# Buse plombée
Cryptoleucopteryx plumbea
Genre
Espèce
Synonymes
- Leucopternis plumbeus Salvin, 1872 - protonyme
- Urubitinga plumbea (Salvin, 1872)

Statut de conservation UICN

 VU A2c+3c+4c : Vulnérable
Statut CITES
La Buse plombée (Cryptoleucopteryx plumbea), unique représentant du genre Cryptoleucopteryx, est une espèce d'oiseaux de la famille des Accipitridae.

## Répartition
Cet oiseau vit dans le Tumbes-Chocó-Magdalena.

## Étymologie
Le nom du genre Cryptoleucopteryx est une combinaison basée sur les termes en grec ancien κρυπτός, kruptós, « couvert, caché », λευκός, leukós, « blanc », et πτερόν, pterón, « aile, plume ».
Son nom spécifique, du latin plumbum, « plomb », lui a été donné en référence à sa livrée de couleur grise. 

## Publications originales
- Genre Cryptoleucopteryx :
  - (en) Fábio Raposo do Amaral, Frederick H. Sheldon, Anita Gamauf, Elisabeth Haring, Martin Riesing, Luís F. Silveira et Anita Wajntal, « Patterns and processes of diversification in a widespread and ecologically diverse avian group, the buteonine hawks (Aves, Accipitridae) », Molecular Phylogenetics and Evolution, Academic Press et Elsevier, vol. 53, no 3,‎ 25 juillet 2009, p. 703-715 (ISSN 1055-7903 et 1095-9513, PMID 19635577, DOI 10.1016/J.YMPEV.2009.07.020, lire en ligne).
- Espèce Cryptoleucopteryx plumbea, sous le protonyme de Leucopternis plumbeus :
  - (en) Osbert Salvin, « A further Revision of the Genus Leucopternis, with a Description of a new Species », Ibis, Wiley-Blackwell, vol. 2,‎ 1872, p. 239-243 (ISSN 1474-919X et 0019-1019, lire en ligne).